# Evángelos Apostolákis
Le vice-amiral Evángelos Apostolákis (en grec moderne : Ευάγγελος Αποστολάκης), né en 14 mai 1957 à Réthymnon, est un officier de la marine grecque. Il est chef de l'état-major général de la Marine hellénique en 2013 puis chef de l'état-major général de la Défense nationale de 2015 à 2019 et enfin ministre de la Défense nationale entre le 15 janvier et le 9 juillet 2019.

## Biographie
Il entre à l’Académie navale hellénique en 1976 et obtient, en 1980, le grade d'enseigne.
Il occupe une succession de postes embarqué à  bord de navires, puis de commandement mais aussi des postes de cadre supérieur de la marine grecque et de l'OTAN. Il suit également une formation dans la marine grecque de commandement de démolition sous-marine (en) puis il est diplômé de l'école de guerre des mines en Belgique et de l'école américaine de guerre amphibie.
Le 7 mars 2013, le conseil gouvernemental pour les Affaires étrangères et de la Défense le nomme au poste de chef d'état-major général de la marine hellénique. Il est nommé chef de l'état-major général de la Défense nationale en septembre 2015. Le 14 janvier 2019, il est nommé ministre de la Défense nationale et prend ses fonctions le lendemain en remplacement de Pános Kamménos, démissionnaire.
L'amiral Evángelos Apostolákis est marié et père de deux enfants.